# Blendecques
Blendecques est une commune française située dans le département du Pas-de-Calais en région Hauts-de-France. Ses habitants sont appelés les Blendecquois. La commune est membre de la communauté d'agglomération du Pays de Saint-Omer qui regroupe 53 communes et compte 104 937 habitants en 2021.
La commune de Blendecques est située au sud-est du département du Pas-de-Calais, dans l'Audomarois, à 6 km au sud de la commune de Saint-Omer. C’est une commune de type ceinture urbaine, appartenant à l’unité urbaine de Saint-Omer, avec une population de 4 891 habitants au dernier recensement de 2022, elle a connu un pic de population en 1982 avec 5 338 habitants.
Le territoire de la commune présente une grande richesse de milieux naturels et de biodiversité avec quatre espaces protégés, trois zones naturelles d'intérêt écologique, faunistique et floristique (ZNIEFF), un site inscrit dans l'inventaire national du patrimoine géologique et un site du réseau Natura 2000.
Sur le territoire communal se trouve l'abbaye Sainte-Colombe et le château de Westhove, qui font l’objet d’une inscription au titre des monuments historiques.

## Géographie

### Localisation
Localisée dans le nord-est du département du Pas-de-Calais, dans l'Audomarois, Blendecques est une commune rurale de la vallée de l'Aa, à 6 kilomètres au sud de Saint-Omer (chef-lieu d'arrondissement.
Le territoire de la commune est limitrophe de ceux de six communes.
Les communes limitrophes sont Arques, Longuenesse, Wizernes, Campagne-lès-Wardrecques, Helfaut et Heuringhem.

### Géologie et relief
La superficie de la commune est de 9,56 km2 ; son altitude varie de 7  à   93 mètres.

### Hydrographie
Le territoire de la commune est situé dans le bassin Artois-Picardie.
La commune est drainée par sept cours d'eau :
- l'Aa ou Basse Meldyck, fleuve côtier d'une longueur de 55 km se jetant dans le canal de Neufossé au niveau de la commune de Saint-Omer[3]. Cette rivière a enregistré des records de pollution dans les années 1980-1990, mais sa qualité s'est fortement améliorée à la suite de la construction de nouvelles stations d'épuration industrielles pour les quatre papeteries de la vallée ;
- l'Aa, petit cours d'eau d'une longueur de 4,19 km[4] ;
- le Saint-Roch, d'une longueur de 2,67 km[5] ;
- le fleuve l'aa, d'une longueur de 1,89 km[6] ;
- le Blancbourg, d'une longueur de 1,4 km[7] ;
- le fleuve l'aa, d'une longueur de 0,4 km[8] ;
- et un cours d'eau au toponyme hydrographique inconnu[9].

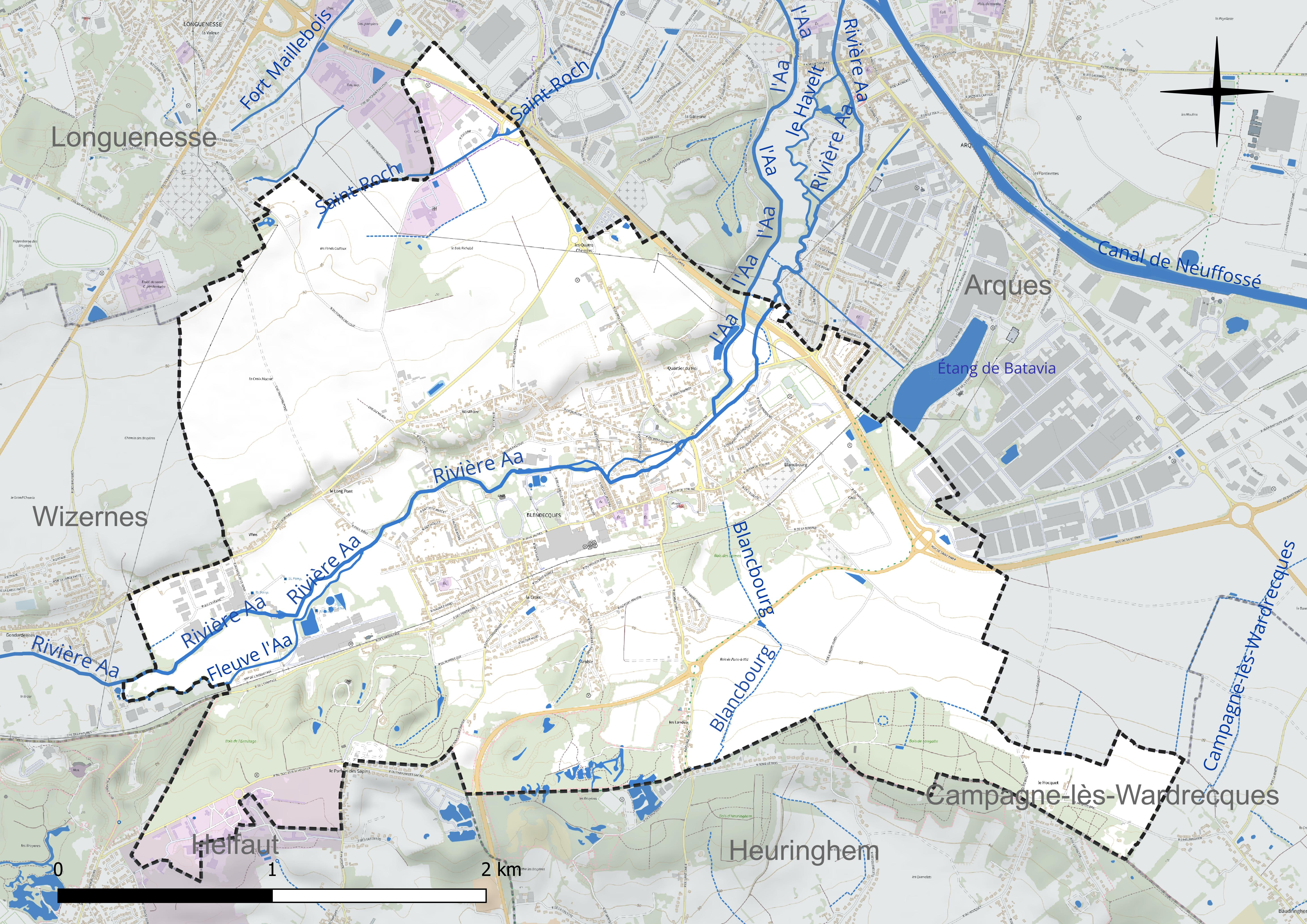
Réseau hydrographique de Blendecques[Note 1].
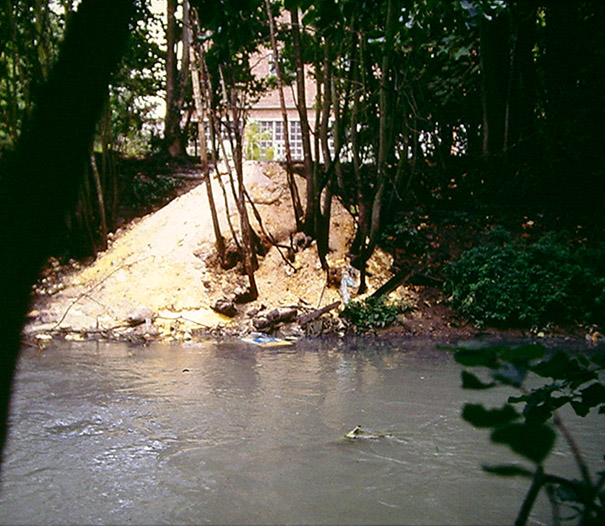
L'Aa à Blendecques avec des rejets de chapelure, 1990.
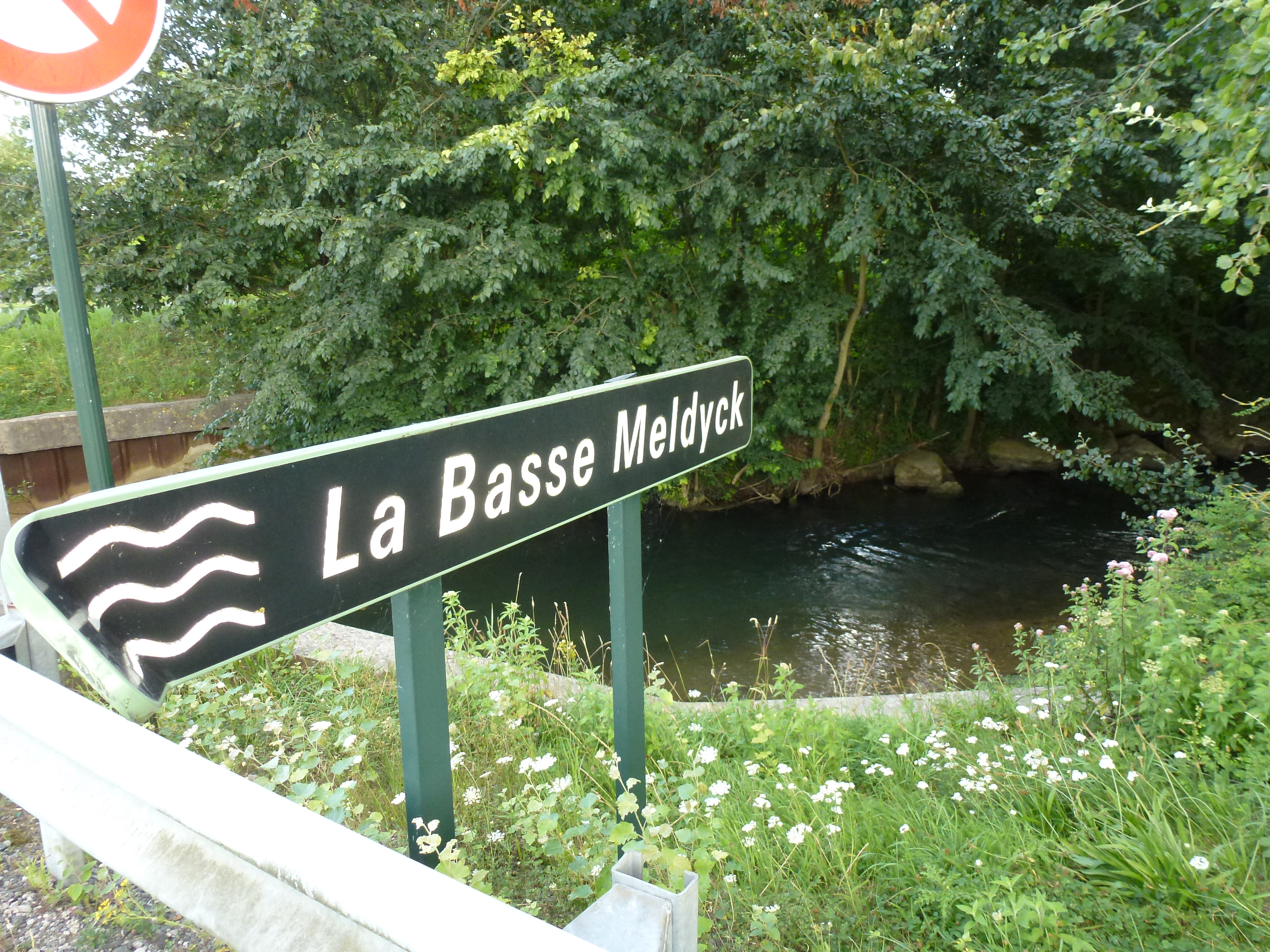
La Basse Meldyck.
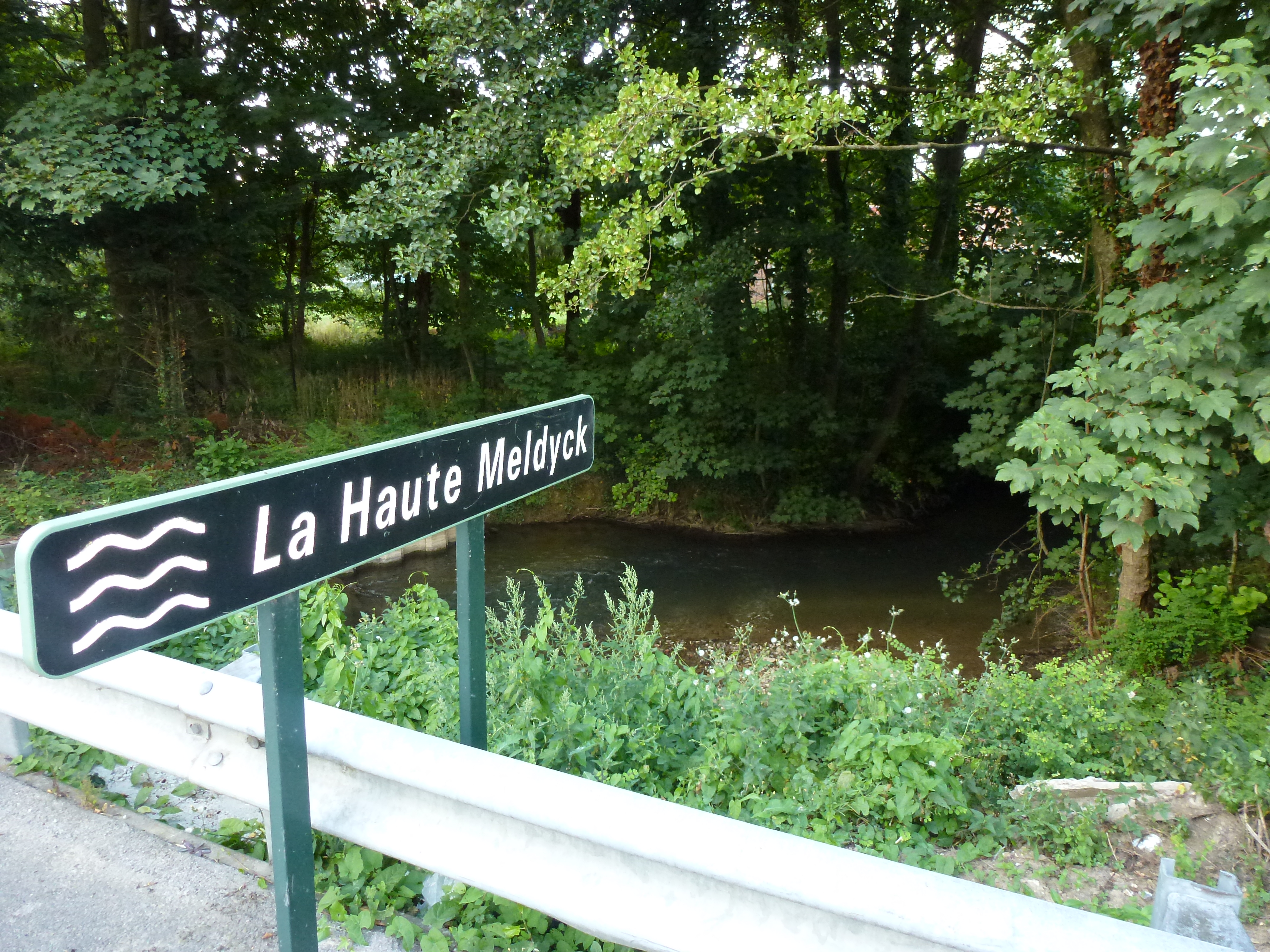
La Haute Meldyck.

### Climat
Pour des articles plus généraux, voir Climat des Hauts-de-France et Climat du Pas-de-Calais.
En 2010, le climat de la commune est de type climat océanique altéré, selon une étude du CNRS s'appuyant sur une série de données couvrant la période 1971-2000. En 2020, Météo-France publie une typologie des climats de la France métropolitaine dans laquelle la commune est exposée à un climat océanique et est dans la région climatique Côtes de la Manche orientale, caractérisée par un faible ensoleillement (1 550 h/an) ; forte humidité de l’air (plus de 20 h/jour avec humidité relative > 80 % en hiver), vents forts fréquents.
Pour la période 1971-2000, la température annuelle moyenne est de 10,4 °C, avec une amplitude thermique annuelle de 13,6 °C. Le cumul annuel moyen de précipitations est de 815 mm, avec 12,6 jours de précipitations en janvier et 8,1 jours en juillet. Pour la période 1991-2020, la température moyenne annuelle observée sur la station météorologique la plus proche, située sur la commune de Watten à 14 km à vol d'oiseau, est de 11,3 °C et le cumul annuel moyen de précipitations est de 822,8 mm,. Pour l'avenir, les paramètres climatiques de la commune estimés pour 2050 selon différents scénarios d'émission de gaz à effet de serre sont consultables sur un site dédié publié par Météo-France en novembre 2022.

### Milieux naturels et biodiversité
La commune est située sur d'anciennes zones humides où ont été au Moyen Âge installés les moulins de Blendecques (et bien d'autres, en amont et en aval), dans l'ancien lit majeur de l'Aa, ce qui fait de la commune une commune à risque en matière d'inondation.
Les limites de la commune de Blendecques incluent une partie du plateau d'Helfaut qui domine le centre-ville et qui abrite quatre anciennes réserves naturelles volontaires devenues réserves naturelles régionales. Ces réserves ont été réalisées pour protéger une biodiversité extraordinaire pour la région (en mesures compensatoires au passage d'une nouvelle route (VNVA ou « Voie nouvelle de la vallée de l'Aa », doublant l'ancien CD 77 pour éviter la traversée d'Heuringhem) au travers des Landes d'Heuringhem et de Blendecques).
L'Aa fait l'objet d'un SAGE et dans le cadre du nouveau SDAGE devait inclure un programme de restauration de l'anguille qui y était abondante jusque dans les années 1940-1950 (avec d'autres espèces emblématiques telles que la lamproie fluviatile ou la loutre). L'anguille européenne, autrefois très présente dans l'Audomarois, a fortement régressé en France et dans le monde depuis 30 ans et figure aujourd'hui sur liste rouge (espèce menacée).

#### Espaces protégés

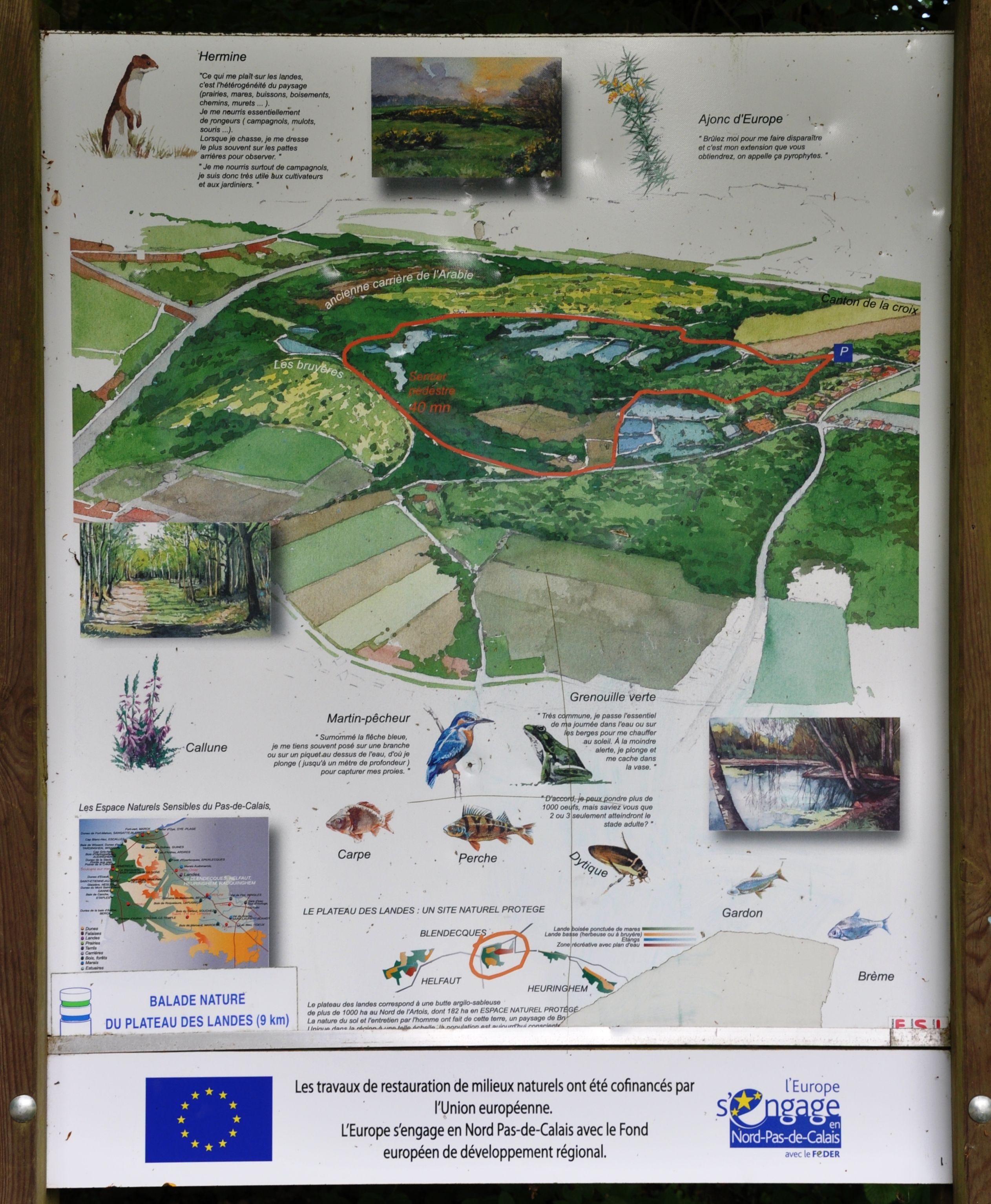
Le plateau des landes.

La protection réglementaire est le mode d’intervention le plus fort pour préserver des espaces naturels remarquables et leur biodiversité associée.
Dans ce cadre, la commune fait partie de quatre espaces protégés : 
- les landes du plateau d'Helfaut, arrêté préfectoral de protection de biotope, d'une superficie de 404,509 hectares[17] ;
- le marais audomarois, réserve mondiale de biosphère, zone de transition, d'une superficie de 18 303 hectares, géré par le syndicat mixte du parc naturel régional des Caps et marais d'Opale et la communauté d'agglomération du Pays de Saint-Omer[18] ;
- le parc naturel régional des Caps et Marais d'Opale, d’une superficie de 132 499 hectares réparties sur 154 communes, géré par le syndicat mixte d'aménagement et de gestion du parc naturel régional des Caps et Marais d'Opale[19] ;
- la réserve naturelle régionale (RNR) du plateau des landes, d'une superficie de 181,1428 hectares, géré par le syndicat mixte Eden 62. La réserve naturelle des landes de Blendecques, grâce à un substrat géologique particulier dit « diluvium d'Helfaut » et une assise d'argile à silex sur sable du Landénien, abrite notamment un grand nombre d'espèces typiques des milieux acides rares dans cette région calcaire. Le substrat argileux a permis la conservation de zones humides et de nappes dites « perchées » où ont survécu mieux qu'ailleurs de nombreuses espèces devenues rares ou qui ont disparu d'une grande partie de la région voire de tout le Nord de la France[20].

#### Zones naturelles d'intérêt écologique, faunistique et floristique
L’inventaire des zones naturelles d'intérêt écologique, faunistique et floristique (ZNIEFF) a pour objectif de réaliser une couverture des zones les plus intéressantes sur le plan écologique, essentiellement dans la perspective d’améliorer la connaissance du patrimoine naturel national et de fournir aux différents décideurs un outil d’aide à la prise en compte de l’environnement dans l’aménagement du territoire.
Le territoire communal comprend deux ZNIEFF de type 1 :
- le plateau siliceux d'Helfaut à Racquinghem. Cette ZNIEFF correspond à un vaste plateau détritique de moins d’un kilomètre de large et de près de 10 km de long qui surplombe de plus de 90 m la vallée de l’Aa dont les versants abrupts taillés dans la craie sont en partie occupés par les pelouses de Wizernes[21] ;
- les ravins de Pihem et Noir Cornet et coteau de Wizernes. Cette ZNIEFF s’étend le long de la rive droite de l’Aa où elle forme un ensemble des plus remarquables tant d’un point de vue paysager qu’écologique[22].

et une ZNIEFF de type 2 :
la moyenne vallée de l’Aa et ses versants entre Remilly-Wirquin et Wizernes. La moyenne vallée de l’Aa et ses versants représentent un remarquable ensemble écologique associant des habitats très différents constituant des complexes de végétations souvent complémentaires.

Carte des ZNIEFF de type 1 et 2 sur la commune
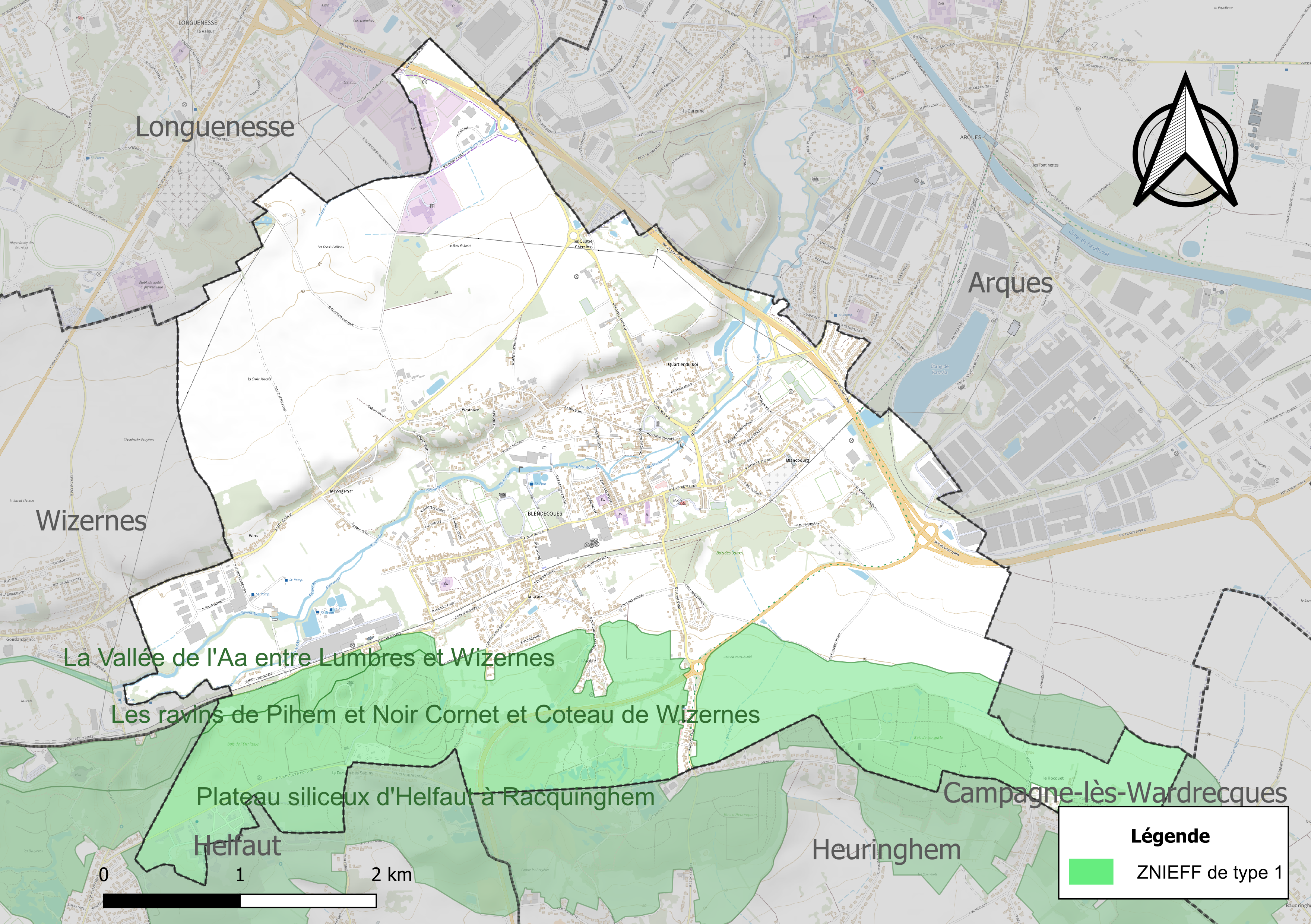
Carte des ZNIEFF de type 1 sur la commune.
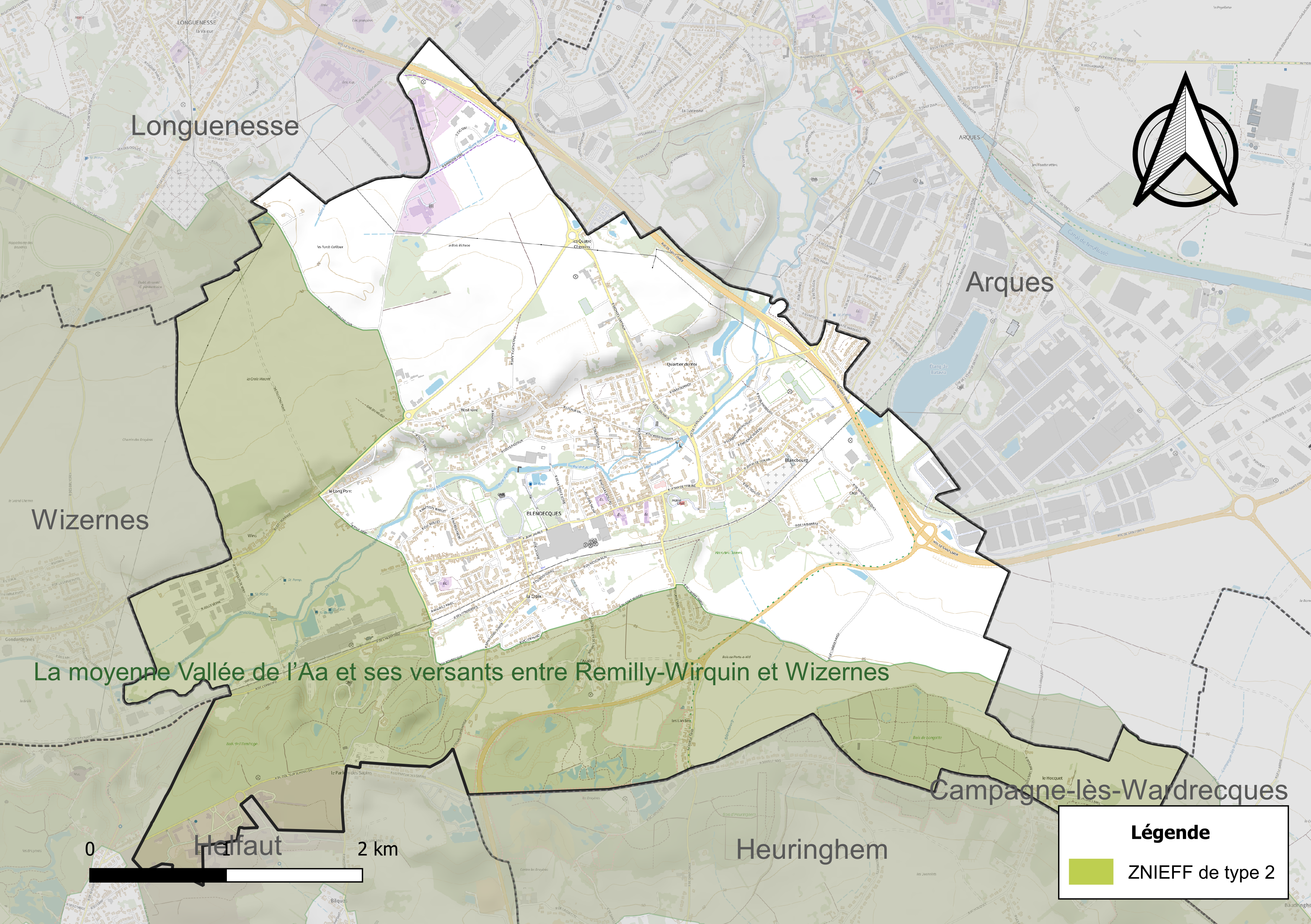
Carte de la ZNIEFF de type 2 sur la commune.

#### Inventaire National du Patrimoine Géologique
Un site inscrit dans l'inventaire national du patrimoine géologique est situé sur la commune : le faciès landéniens dans les carrières de Wizernes et du plateau d'Helfaut. Le plateau d'Helfaut est constitué (de sa base vers le sommet) de craies coniaciennes, de formations thanétiennes (faciès landéniens : tuffeau de Wizernes, argiles de Louvil, tuffeau de Saint-Omer), de formations yprésiennes (argiles d'Orchies) et de formations quaternaires (formation résiduelle à silex et limons pléistocènes).

#### Site Natura 2000
Le réseau Natura 2000 est un réseau écologique européen de sites naturels d’intérêt écologique élaboré à partir des Directives « Habitats » et « Oiseaux ». Ce réseau est constitué de Zones spéciales de sonservation (ZSC) et de Zones de protection spéciale (ZPS). Dans les zones de ce réseau, les États Membres s'engagent à maintenir dans un état de conservation favorable les types d'habitats et d'espèces concernés, par le biais de mesures réglementaires, administratives ou contractuelles.
Sur la commune, un site Natura 2000 de type B est défini en site d'importance communautaire (SIC) :
- les pelouses, bois acides à neutrocalcicoles, landes nord-atlantiques du plateau d'Helfaut et système alluvial de la moyenne vallée de l'Aa[26]

## Urbanisme

### Typologie
Au 1er janvier 2024, Blendecques est catégorisée ceinture urbaine, selon la nouvelle grille communale de densité à sept niveaux définie par l'Insee en 2022.
Elle appartient à l'unité urbaine de Saint-Omer, une agglomération inter-départementale regroupant 23  communes, dont elle est une commune de la banlieue,,. Par ailleurs la commune fait partie de l'aire d'attraction de Saint-Omer, dont elle est une commune de la couronne,. Cette aire, qui regroupe 79 communes, est catégorisée dans les aires de 50 000 à moins de 200 000 habitants,.

### Occupation des sols
L'occupation des sols de la commune, telle qu'elle ressort de la base de données européenne d’occupation biophysique des sols Corine Land Cover (CLC), est marquée par l'importance des territoires agricoles (56,4 % en 2018), en diminution par rapport à 1990 (59,3 %). La répartition détaillée en 2018 est la suivante : 
terres arables (49,9 %), zones urbanisées (24 %), forêts (14,8 %), zones agricoles hétérogènes (4,5 %), zones industrielles ou commerciales et réseaux de communication (4,3 %), prairies (2 %), milieux à végétation arbustive et/ou herbacée (0,5 %). L'évolution de l’occupation des sols de la commune et de ses infrastructures peut être observée sur les différentes représentations cartographiques du territoire : la carte de Cassini (XVIIIe siècle), la carte d'état-major (1820-1866) et les cartes ou photos aériennes de l'IGN pour la période actuelle (1950 à aujourd'hui).

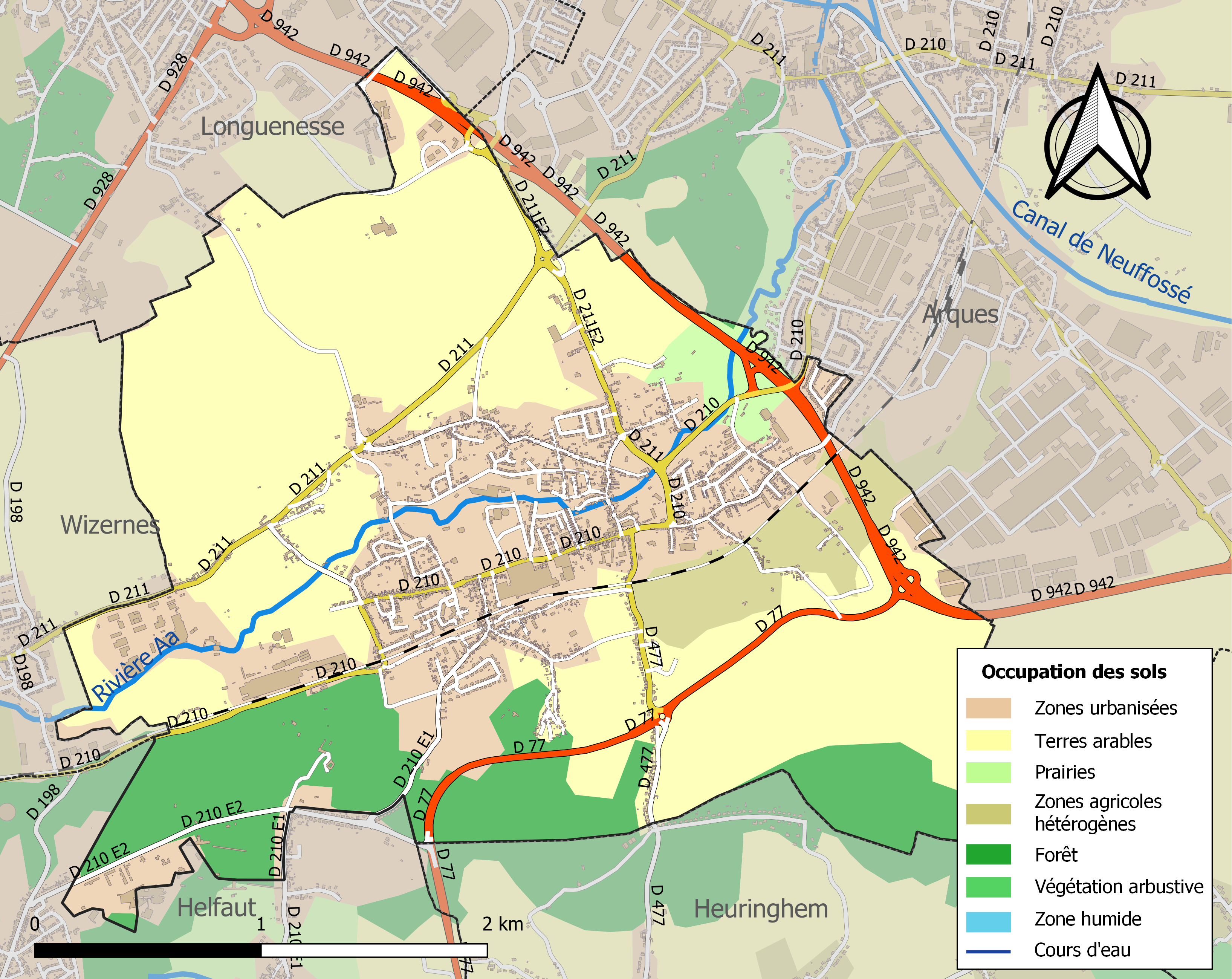
Carte des infrastructures et de l'occupation des sols de la commune en 2018 (CLC).

### Logement
La commune, en 2023, construit le nouveau lotissement de « La Chicorée » qui sera doté de 82 logements sociaux dont 24 logements pour seniors dans l’ancien bâtiment de « La Chicorée » rénové.

### Voies de communication et transports

#### Voies de communication
La commune est desservie par les routes départementalesD 77, D 210, D 211, D 477 et la D 942 qui relie Arques et Saint-Omer. Elle se trouve à 8 km de la sortie no 4 de l'autoroute A26 reliant Calais à Troyes,.

#### Transports
La commune se trouve à 5 km de la gare de Saint-Omer, située sur les lignes de Lille aux Fontinettes et de Saint-Omer à Hesdigneul, desservie par des trains TER Hauts-de-France.
Avec la gare de Blendecques, la commune se trouve, sur la ligne de Saint-Omer à Hesdigneul, fermée aux voyageurs depuis 1959 et desservie en saison par le chemin de fer touristique de la vallée de l'Aa.
La commune est desservie par les lignes de bus 1, 2 et 6 du réseau Mouvéo.

### Risques naturels et technologiques

#### Risque inondation
À la suite du passage des tempêtes Ciarán, Domingos et Elisa et des inondations et coulées de boue qui se sont produites, la commune est reconnue, par arrêté du 14 novembre 2023, en état de catastrophe naturelle pour inondations et coulées de boue sur la période du 2 au 12 novembre 2023, comme 179 autres communes du département.

## Toponymie
Le nom de la localité est attesté sous les formes Blandeca (1119), Blendeka (1139), Blindeca (1194), Blendeca (1197), Blindeka (1200), Blendeke (1202), Blendecqua (1263), Blandeques (1286), Blandesque (1306-1400), Blendecque (1417), Bendecque (1793), Blandecques puis Blendecques depuis 1801,.
Ernest Nègre donne comme origine toponymique l'anthroponyme romain Blandus suivi du suffixe gallo-romain -acum devenu -aca « domaine (de) », donnant le « domaine de Blandus ». Ici, comme pour les proches communes de Wardrecques et Éperlecques, le suffixe -(i)acum a subi une évolution phonétique de type flamand, plus tard francisé en -ecque(s).
Blendeke en flamand.

## Histoire
Le plateau d'Helfaut, le plateau de Longuenesse, et la vallée de l'Aa qu'ils encadrent ont connu une occupation préhistorique, puis gauloise.
Au Moyen Âge, la commune s'est développée sur les abords de l'axe important qui joignait Saint-Omer à Thérouanne (qui deviendra plus tard le CD 77), autour des moulins à vent et moulins à eau construits sur l'Aa et d'une abbaye cistercienne. Ces abbayes étaient nombreuses dans les proches Flandres françaises à la fin du XIIe et au début du XIIIe siècle. Les archives disponibles ne permettent pas d'approcher les aspects matériels de la vie du début de ces abbayes, mais à Blendecques, et dans quelques autres cas, « le rôle de la noblesse foncière locale est dominant au contraire de celui des évêques et des comtes de Flandre ».
Vers 1435, Blendecques est une vicomté détenue par Gilles III d'Azincourt. Elle passe ensuite dans les mains de la famille de Lens, qui descend des châtelains héréditaires de Lens et a produit plusieurs personnages remarquables, comme Baudouin de Lens, gouverneur de Lille, tué en 1364, Charles de Lens, assassiné au pont de Montereau avec le duc de Bourgogne Jean sans Peur. En 1454, le seigneur de Blendecques est Jacques de Lens.
Le 23 mai 1664, des lettres de Madrid érigent en comté la terre et seigneurie de Blendecques, près de Saint-Omer, au profit de François de Lens, mayeur (maire) de Saint-Omer, seigneur de Blendecques. Robert de Lens, père dudit François, accepta dès le commencement de la guerre avec la France, la charge difficile de mayeur de Saint-Omer et prit une part très active dans la défense de cette ville, lorsqu'elle fut assiégée par les Français en 1638.
En 1698, Thérèse de Lens, fille et sœur des comtes de Blendecques, est l'épouse du seigneur de Quérénaing et Warlaing, membre de la maison de Haynin, et mère de Philippe Louis de Haynin, érigé marquis de Quérénaing et Warlaing.
À la révolution industrielle et au XXe siècle, les moulins ont été remplacés par des usines (papeteries-cartonneries notamment, dont deux sur le territoire de la commune) fonctionnant au charbon, puis au fioul ou au gaz et desservies par une voie ferrée plus ou moins parallèle à la rivière de Arques à Lumbres.
Le 18 décembre 1925, une famille de Blendecques, agrandie de seize enfants en seize ans, reçoit le prix Cognacq-Jay, d'encouragement aux familles nombreuses. Le père est un charretier de 42 ans, la mère a 36 ans.
La proche verrerie-cristallerie d'Arques jouera aussi un rôle important en tant qu'employeur direct ou indirect important (notamment des années 1970 à 1990).

## Politique et administration

### Découpage territorial
La commune se trouve dans l'arrondissement de Saint-Omer du département du Pas-de-Calais.

#### Commune et intercommunalités
La commune est membre de la communauté d'agglomération du Pays de Saint-Omer.

#### Circonscriptions administratives
La commune est rattachée au canton de Longuenesse.

#### Circonscriptions électorales
Pour l'élection des députés, la commune fait partie de la huitième circonscription du Pas-de-Calais.

### Élections municipales et communautaires
- Maire sortant : Rachid Ben Amor (DVD)
- 29 sièges à pourvoir au conseil municipal (population légale 2017 : 5 002 habitants)
- 4 sièges à pourvoir au conseil communautaire (CA du Pays de Saint-Omer)

|                          |                          |                          |              |              |        |        |  |  |  |
| Tête de liste            | Tête de liste            | Liste                    | Premier tour | Premier tour | Sièges | Sièges |  |  |  |
| Tête de liste            | Tête de liste            | Liste                    | Voix         | %            | CM     | CC     |  |  |  |
|                          | Rachid Ben Amor          | DVC                      | 1 177        | 55,91        | 23     | 3      |  |  |  |
|                          | Christophe Decupper      | DVG                      | 928          | 44,08        | 6      | 1      |  |  |  |
|                          |                          |                          |              |              |        |        |  |  |  |
| Votes valides            | Votes valides            | Votes valides            | 2 105        | 98,14        |        |        |  |  |  |
| Votes blancs             | Votes blancs             | Votes blancs             | 36           | 0,93         |        |        |  |  |  |
| Votes nuls               | Votes nuls               | Votes nuls               | 36           | 0,93         |        |        |  |  |  |
| Total                    | Total                    | Total                    | 2 177        | 100          | 29     | 4      |  |  |  |
| Abstention               | Abstention               | Abstention               | 1 704        | 43,91        |        |        |  |  |  |
| Inscrits / participation | Inscrits / participation | Inscrits / participation | 3 881        | 56,09        |        |        |  |  |  |

#### Liste des maires
| Période      | Période      | Identité                                 | Étiquette | Qualité |
| ------------ | ------------ | ---------------------------------------- | --------- | --- |
| 13 mai 1945  | octobre 1947 | Constantine Leborgne-Machen, (1885-1969) |           | Directrice d'école, elle fait partie des trois femmes élues du département en mai 1945 avec ses homologues de Saint-Omer et de Lillers, |
| octobre 1947 | mars 1971    | Georges Marquant                         | SFIO      | |
| mars 1971    | juin 1994    | Aimé Vasseur                             | PS        | Ouvrier papetier retraité, maire honoraire Démissionnaire |
| juin 1994    | mars 2001    | André Dautricourt                        | PS        | Ancien adjoint au maire |
| mars 2001    | mars 2014    | André Bultel                             | PS        | Directeur d'école Premier adjoint au maire (2000 → 2001) Vice-président de la CA de Saint-Omer (2009 → 2014) |
| mars 2014,   | avril 2025   | Rachid Ben Amor († 2025)                 | DVD       | Instituteur retraité Conseiller départemental de Longuenesse (2015 → 2021) 4e vice-président de la CA de Saint-Omer (2014 → 2017) puis vice-président de la CAPSO (2017 → 2025) Réélu pour le mandat 2020-2026 Démissionnaire pour raisons de santé |
| mai 2025     | En cours     | Jean-Christophe Castelain                |           | Adjoint gestionnaire de l'Éducation nationale Adjoint au maire (2020 → 2025) |

## Équipements et services publics

### Justice, sécurité, secours et défense
La commune dépend du tribunal judiciaire de Saint-Omer, du conseil de prud'hommes de Saint-Omer, de la cour d'appel de Douai, du tribunal de commerce de Boulogne-sur-Mer, du tribunal administratif de Lille, de la cour administrative d'appel de Douai, du tribunal judiciaire de Boulogne-sur-Mer et du tribunal pour enfants de Saint-Omer.

## Population et société

### Démographie
Les habitants de la commune sont appelés les Blendecquois.

#### Évolution démographique
L'évolution du nombre d'habitants est connue à travers les recensements de la population effectués dans la commune depuis 1793. Pour les communes de moins de 10 000 habitants, une enquête de recensement portant sur toute la population est réalisée tous les cinq ans, les populations de référence des années intermédiaires étant quant à elles estimées par interpolation ou extrapolation. Pour la commune, le premier recensement exhaustif entrant dans le cadre du nouveau dispositif a été réalisé en 2006.

En 2022, la commune comptait 4 891 habitants, en évolution de −2,61 % par rapport à 2016 (Pas-de-Calais : −0,72 %, France hors Mayotte : +2,11 %).
| 1793 | 1800 | 1806 | 1821  | 1831  | 1836  | 1841  | 1846  | 1851  |
| ---- | ---- | ---- | ----- | ----- | ----- | ----- | ----- | ----- |
| 960  | 865  | 962  | 1 255 | 1 406 | 1 546 | 1 642 | 1 560 | 1 710 |

| 1856  | 1861  | 1866  | 1872  | 1876  | 1881  | 1886  | 1891  | 1896  |
| ----- | ----- | ----- | ----- | ----- | ----- | ----- | ----- | ----- |
| 1 770 | 1 890 | 1 942 | 1 972 | 2 112 | 2 225 | 2 251 | 2 343 | 2 402 |

| 1901  | 1906  | 1911  | 1921  | 1926  | 1931  | 1936  | 1946  | 1954  |
| ----- | ----- | ----- | ----- | ----- | ----- | ----- | ----- | ----- |
| 2 409 | 2 780 | 3 005 | 3 189 | 3 259 | 3 206 | 3 508 | 3 505 | 3 776 |

| 1962  | 1968  | 1975  | 1982  | 1990  | 1999  | 2006  | 2011  | 2016  |
| ----- | ----- | ----- | ----- | ----- | ----- | ----- | ----- | ----- |
| 3 943 | 4 431 | 5 014 | 5 338 | 5 210 | 5 186 | 5 087 | 5 196 | 5 022 |

| 2021  | 2022  | - | - | - | - | - | - | - |
| ----- | ----- | - | - | - | - | - | - | - |
| 4 908 | 4 891 | - | - | - | - | - | - | - |

#### Pyramide des âges
En 2018, le taux de personnes d'un âge inférieur à 30 ans s'élève à 35,6 %, soit en dessous de la moyenne départementale (36,7 %). De même, le taux de personnes d'âge supérieur à 60 ans est de 24,4 % la même année, alors qu'il est de 24,9 % au niveau départemental.
En 2018, la commune comptait 2 409 hommes pour 2 565 femmes, soit un taux de 51,57 % de femmes, légèrement supérieur au taux départemental (51,5 %).
Les pyramides des âges de la commune et du département s'établissent comme suit.
| Hommes | Classe d’âge | Femmes |
| ------ | ------------ | ------ |
| 0,5    | 90 ou +      | 1,0    |
| 5,0    | 75-89 ans    | 8,5    |
| 16,9   | 60-74 ans    | 16,9   |
| 22,5   | 45-59 ans    | 21,0   |
| 18,2   | 30-44 ans    | 18,2   |
| 17,8   | 15-29 ans    | 16,1   |
| 19,1   | 0-14 ans     | 18,3   |

| Hommes | Classe d’âge | Femmes |
| ------ | ------------ | ------ |
| 0,5    | 90 ou +      | 1,6    |
| 5,6    | 75-89 ans    | 8,9    |
| 16,7   | 60-74 ans    | 18,1   |
| 20,2   | 45-59 ans    | 19,2   |
| 18,9   | 30-44 ans    | 18,1   |
| 18,2   | 15-29 ans    | 16,2   |
| 19,9   | 0-14 ans     | 17,9   |

### Manifestations culturelles et festivités
En saison, de mai à septembre, la commune est desservie par le Chemin de fer touristique de la vallée de l'Aa (CFTVA). Il circule sur les quinze kilomètres de voie ferrée, entre Arques et Lumbres, durant lesquels un bénévole anime et commente le parcours.

## Culture locale et patrimoine

### Lieux et monuments

#### Monuments historiques
- L'abbaye Sainte-Colombe. Selon l’encyclopédie méthodique de géographie moderne (1782) on trouve à « Blandeque » une « abbaye de Bernardine en Artois, fondée en 1189, sur la rive droite de l'Aa, à une lieue  de Saint Omer »[68]. Les vestiges de l'ancienne abbaye sont : un bâtiment d'entrée (façades et toitures) ; un portail ouvrant sur le palais abbatial  un palais abbatial (façades et toitures) et son escalier monumental ; les vestiges du mur méridional de l'église ; des restes des bâtiments de la ferme : corps de logis et grange en retour (façades et toitures) ; mur d'enceinte ; sol et sous-sol des parcelles et qui font l’objet d’une inscription au titre des monuments historiques depuis le 27 juin 1991[69].
- Le château de Westhove. Ce bâtiment, en totaité, fait l’objet d’une inscription au titre des monuments historiques depuis le 16 décembre 2011[70].

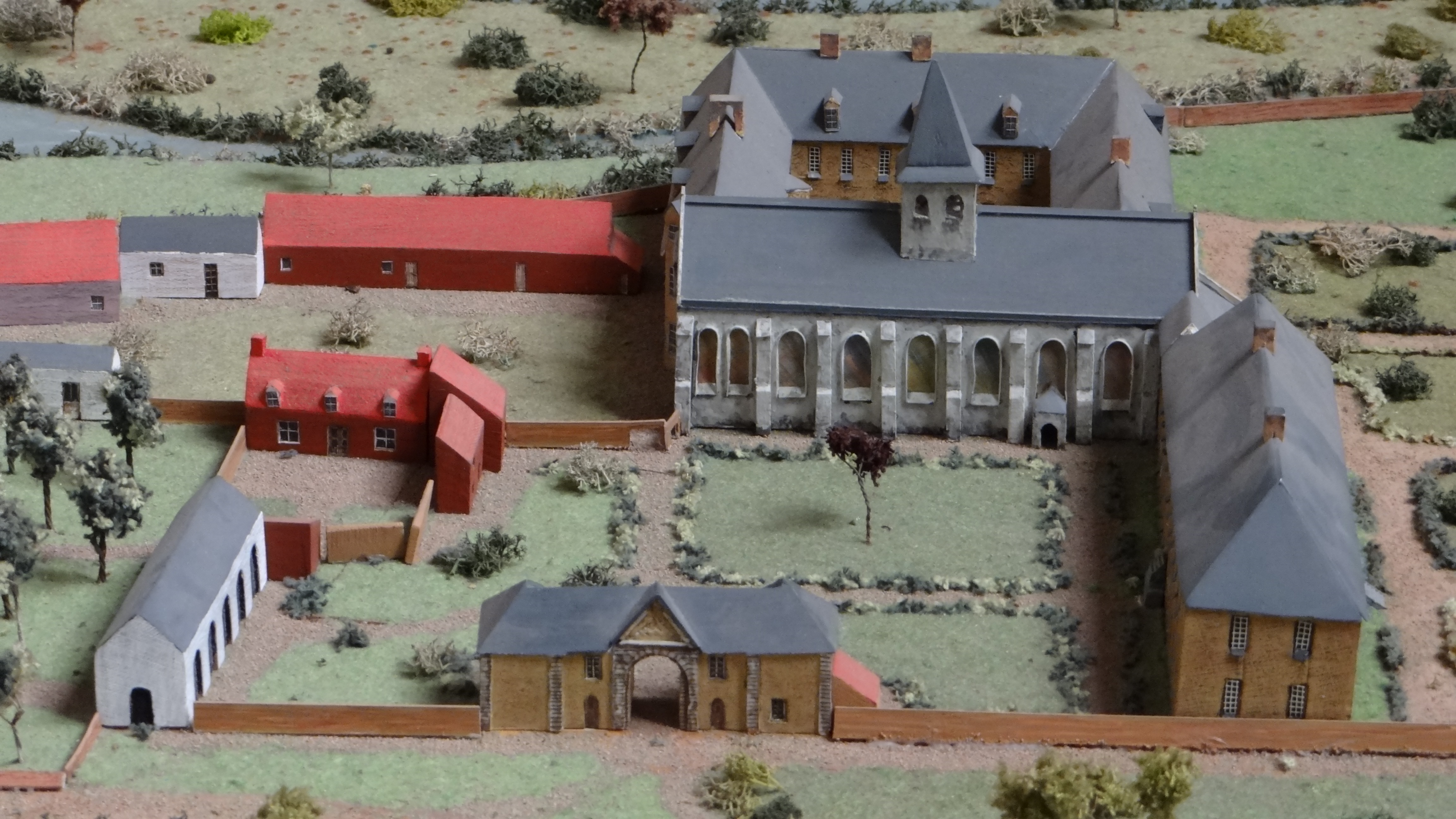
Abbaye Sainte-Colombe de Blendecques (maquette).
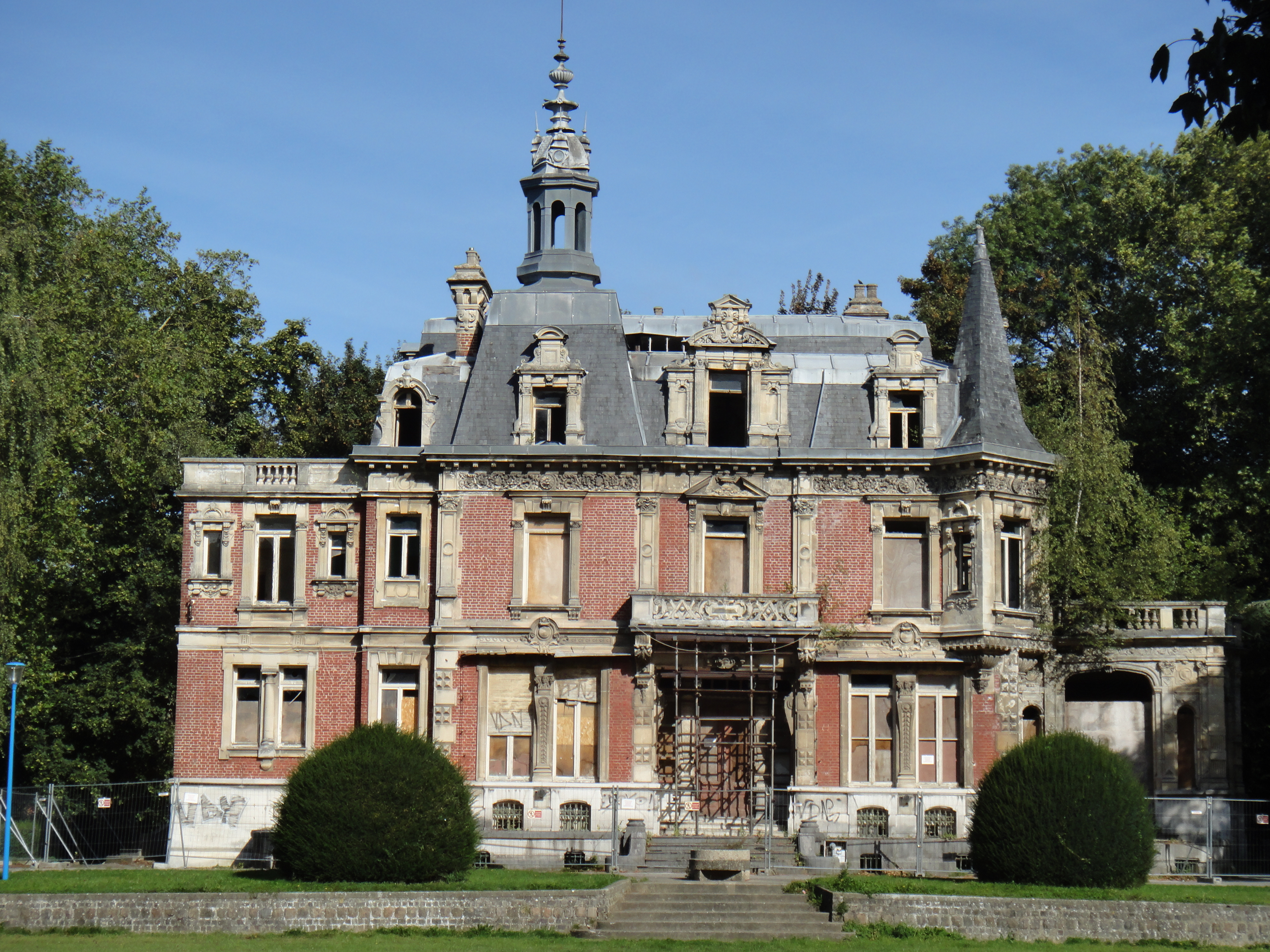
Le château de Westhove.

#### Autres lieux et monuments
- Les vestiges de plusieurs anciens moulins à eau sont visibles à Blendecques. En particulier, l'ancien « moulin Galamez-Joly » (rue Roger-Salengro, ancien chemin départemental 77) qui il y a plusieurs siècles a fonctionné avec une roue de chaque côté du corps de bâtiments et qui a été moulin à battre le feutre, et à battre le drap, mais aussi à battre le fer. Ces moulins sont anciens, plusieurs fois reconstruits depuis le Moyen-Âge comme le montrent un terrier (à la mairie), les cadastres successifs (depuis le cadastre Napoléon, et un parchemin ancien conservé à la bibliothèque de Saint-Omer qui représente une grande partie de la vallée de l'Aa avec les édifices importants (dont moulins). Depuis le Moyen Âge, ces moulins, lieux symboliques et stratégiques, ont souvent été victimes des invasions et des guerres.

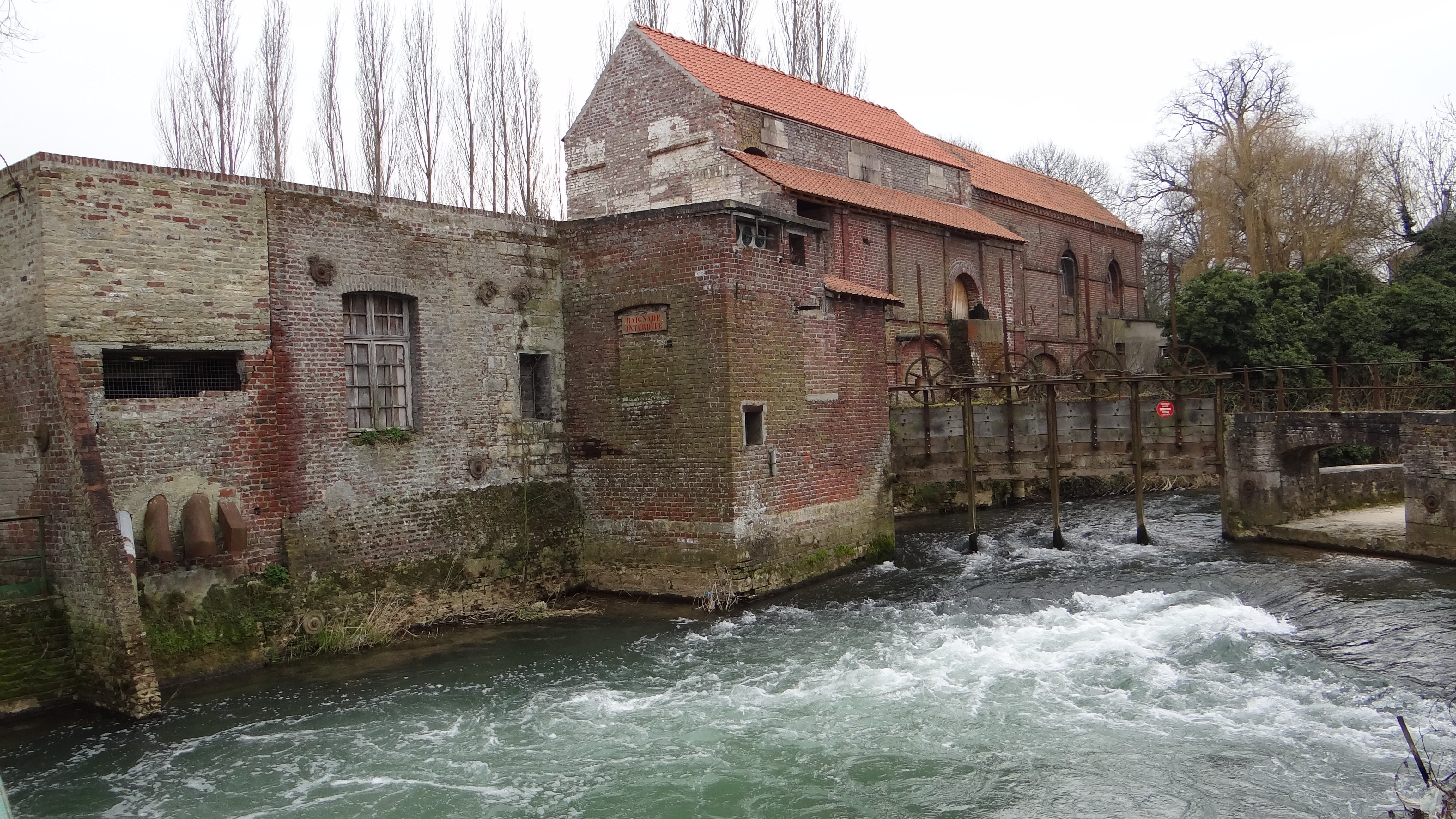
L'un des anciens moulins de Blendecques, au bord de l'Aa et une partie des anciens vannages.
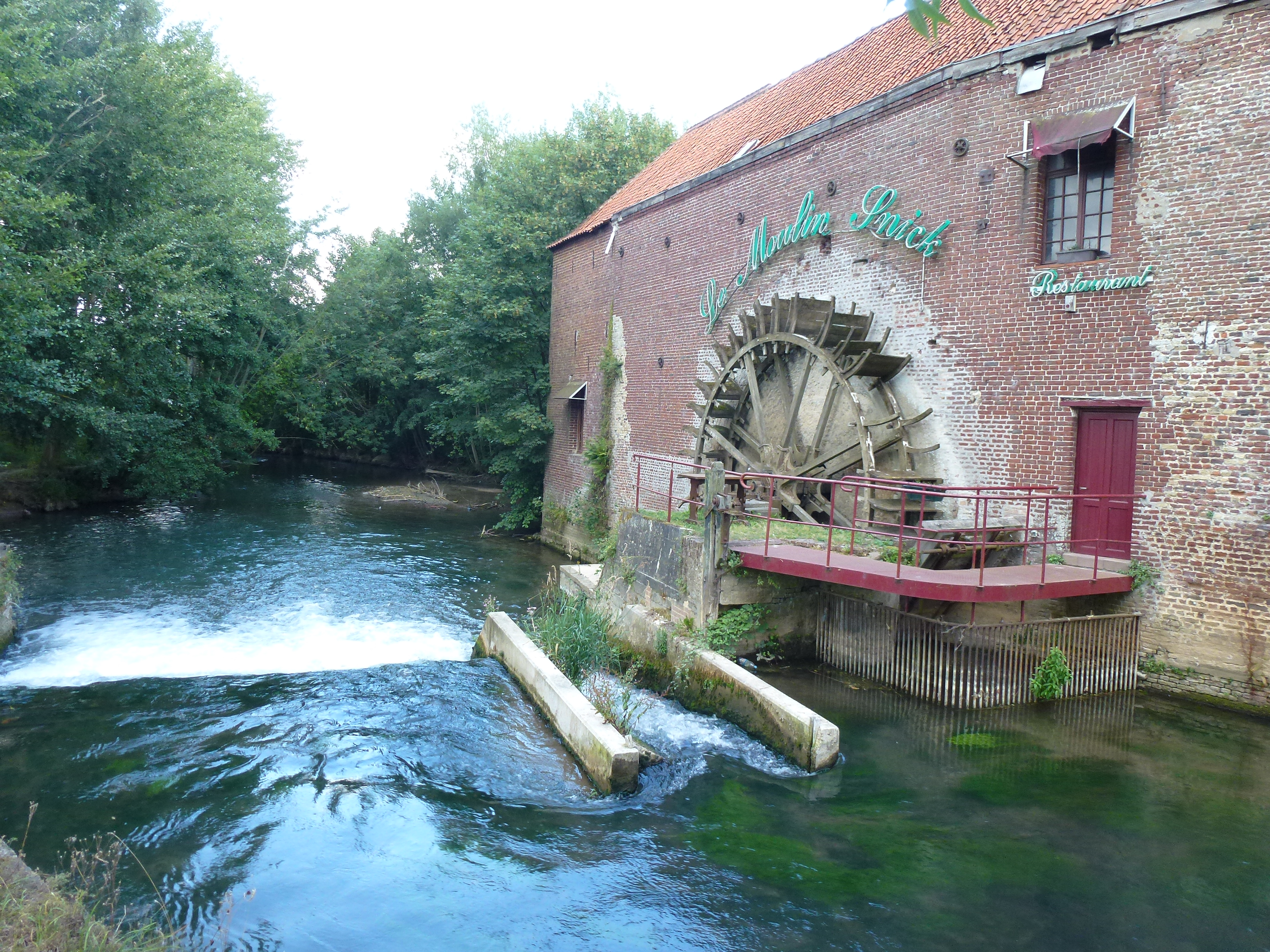
Le « moulin Snick », maintenant restaurant et les restes de l'ancien vannage.
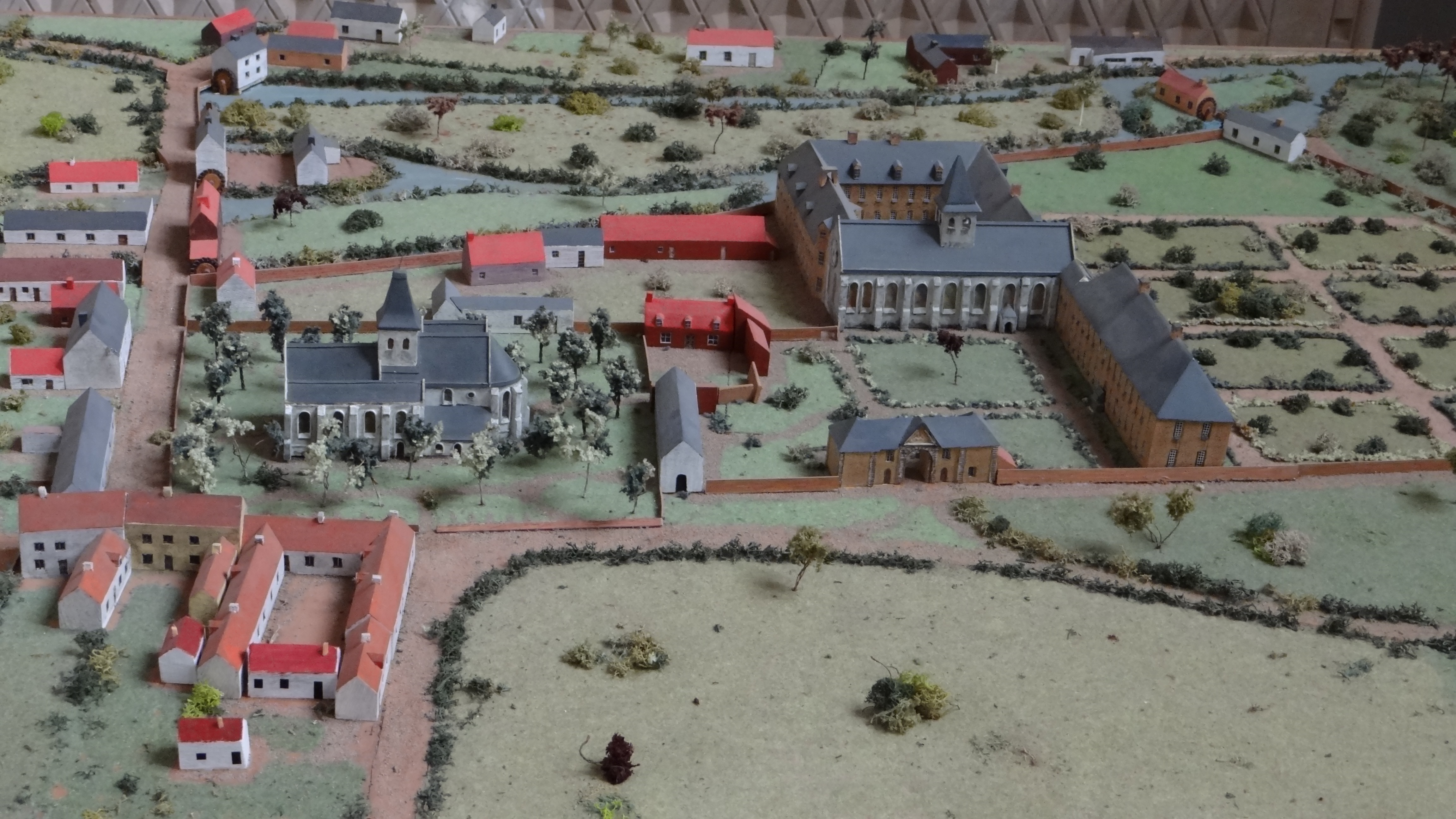
4 moulins sont visibles sur quelques centaines de mètres de cours d'eau il y a quelques siècles.

- L'actuelle église Sainte-Colombe a été construite de 1858 à 1870 en style néoroman. C'est une réalisation de l'architecte Charles Leroy qui a réalisé plus de 50 édifices religieux tous en style néogothique dans la région et dont le plus emblématique reste l'inachevée cathédrale Notre-Dame-de-la-Treille à Lille.
- Le monument aux morts[71].
- La stèle à Georges Cartiaux, jeune blendecquois fusillé par les Allemands en 1944[72].
- Le monument à la mémoire des Polonais tués, en septembre 1944, lors de la libération de la ville[72].
- La plaque à Léon Gaston Lefebvre et Henri Joseph Louchart, enseignants, tombés durant la Première Guerre mondiale[71].

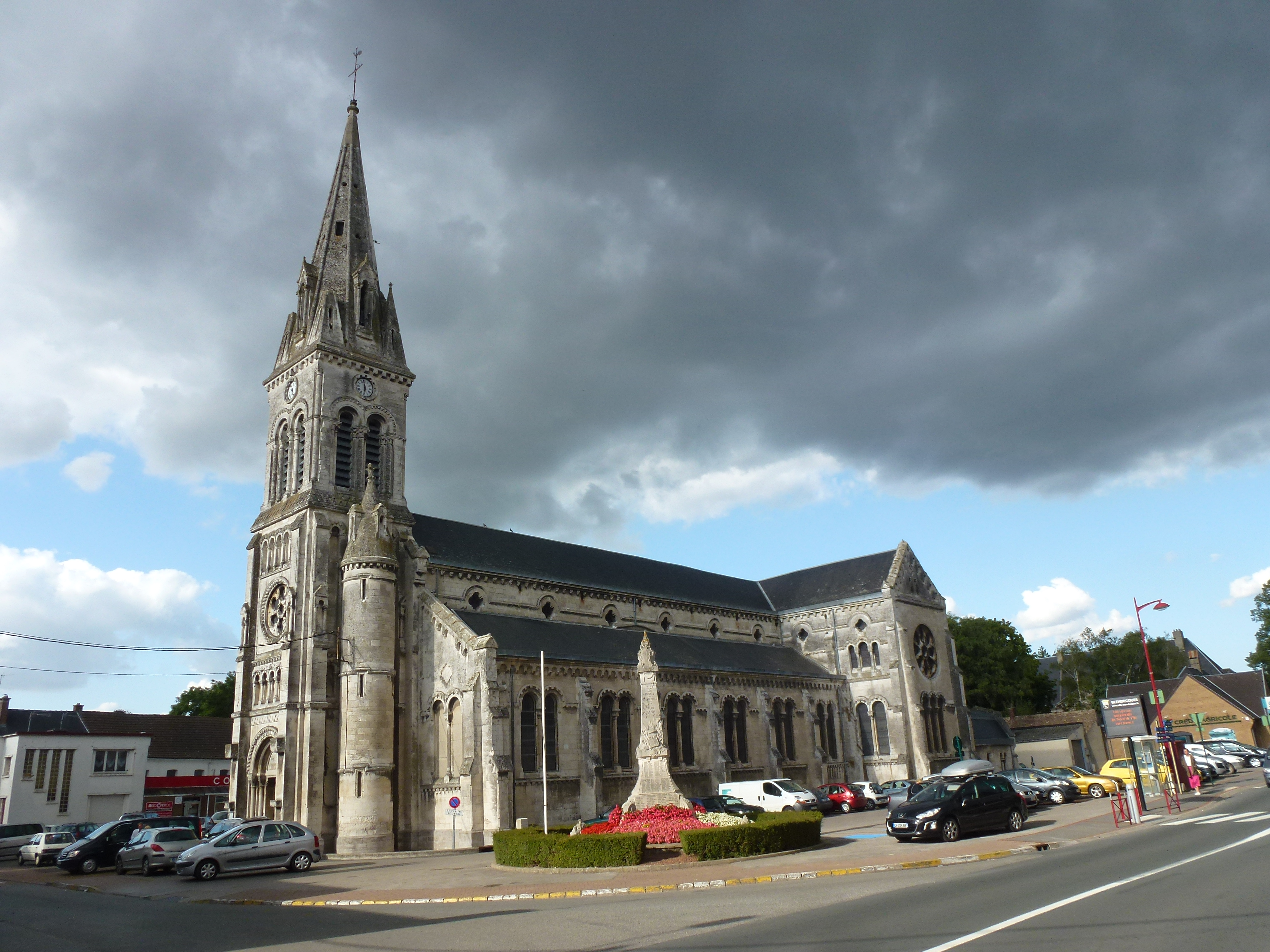
L'église Sainte-Colombe.
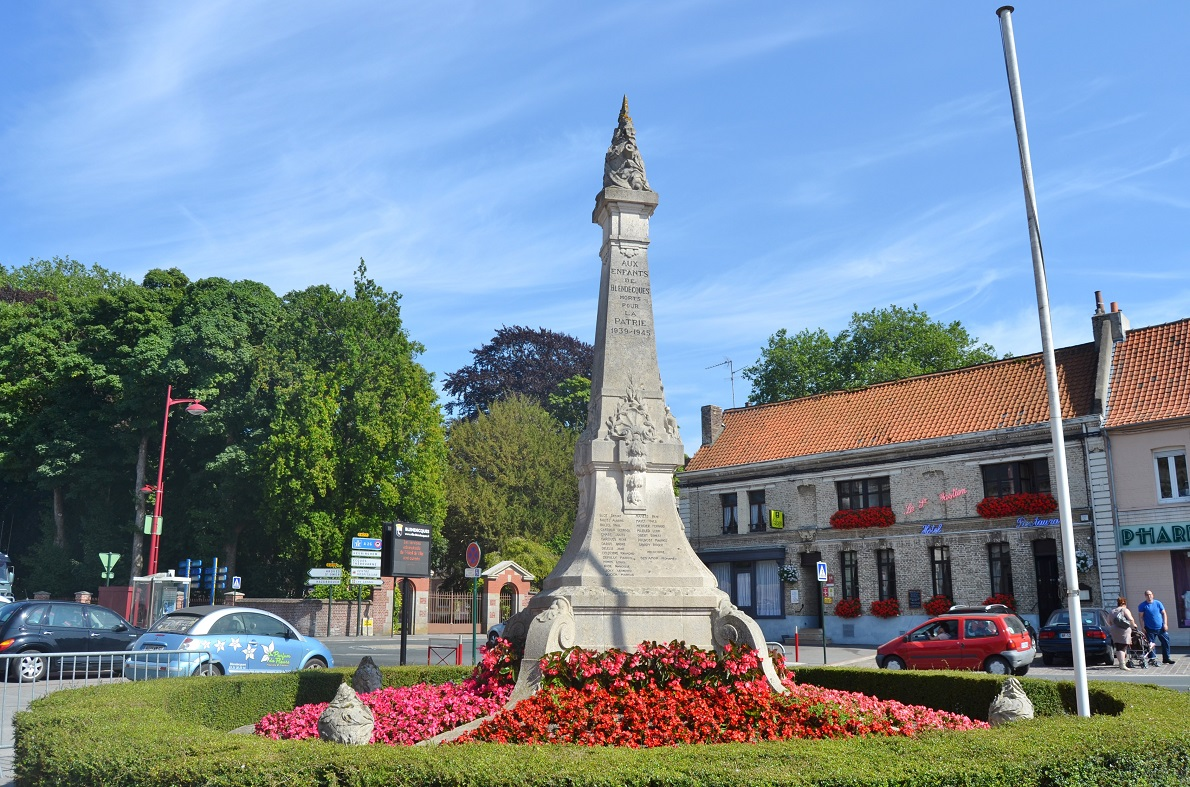
Le monument aux morts.

#### Les usines
La vallée de l'Aa à Blendecques, de par sa richesse médiévale en moulins (une dizaine sur quelques kilomètres, dont trois au centre de la commune sur la rivière autrefois divisée en quatre bras) indique la présence de nombreuses entreprises.
En particulier, la commune de Blendecques abrite encore deux papeteries et les restes de nombreux barrages qui servaient à contrôler l'eau qui produisait l'énergie motrice puis électrique nécessaire à ces activités avant le développement des moteurs au fioul, au charbon, électrique et au gaz…

#### Four à chaux
Les restes d'anciens fours à chaux peuvent être observés dans la vallée, au pied du massif calcaire sous-jacent au plateau d'Helfaut près de la papeterie L'Hermitage.

### Personnalités liées à la commune
- Alfred Machin (1877-1929), cinéaste, natif de la commune.
- Jehan de Terline (1892-1916), aviateur de la Première Guerre mondiale, natif de la commune.
- Michel Lefait (1946-), ancien député, natif de la commune.
- Laurent Hochart (1966-), footballeur, natif de la commune.
- Hugo Vandermersch (1999-), footballeur, natif de la commune.

### Héraldique
| Blason de Blendecques | Blason  | De sable à la colombe d'argent ; au chef du même chargé d'une roue de moulin de gueules. |
| Blason de Blendecques | Détails | Armes de l'abbaye Sainte-Colombe auxquelles fut ajouté un chef chargé d'une roue de moulin symbolisant les nombreux moulins anciens sur le cours de la rivière d'Aa. Adopté le 23 septembre 1965. |

## Pour approfondir